# 佐賀市立小中一貫校三瀬校
佐賀市立小中一貫校三瀬校（さがしりつしょうちゅういっかんこう みつせこう）は、佐賀県佐賀市三瀬村三瀬にある市立の小中一貫校。
小学部と中学部の校舎は隣接している。

## 概要
歴史
1876年（明治9年）に小学校が、1947年（昭和22年）に中学校が創立。2013年（平成25年）に小中一貫校となった。
校章
- 小学部 - 中央に「小」の文字を配している。
- 中学部 - 1948年（昭和23年）制定。山本民三によるデザインで、中央に「中」の文字を配している。
- 上記とは別に、小中一貫校（小中共通）のシンボルマークがある。

校歌
- 小学部 - 作詞は米倉徳次、作曲は岡井隆一による。歌詞は3番まであり、各番の歌詞中に校名の「三瀬の小学校」が登場。
- 中学部 - 1953年（昭和28年）制定。作詞は服巻紫浪、作曲は陶山聡による。歌詞は3番まであり、各番の歌詞中に校名の「三瀬」が登場。

通学区域
佐賀市三瀬村全域。
特色
中学部では、佐賀市の姉妹都市であるフランスのクサック村（キュサック＝フォール＝メドック）の中学生との間で、2年に1度の相互訪問による交流を行っている。三瀬村の時代に姉妹村となったことで交流が始まったもので、三瀬村立三瀬中学校だった1990年（平成2年）から行われている。

## 沿革
三瀬小学校
- 1876年（明治9年）1月1日 - 以下の2校が創立。
  - 「共立藤原小学校」- 中鶴の円光寺を校舎とする。
  - 「人民共立杠山[3]小学校」- 明神原[4]に校舎を設置。
- 1885年（明治18年） - 岸高に新校舎が完成。校名を「公立中等神在小学校」と称する。
- 1887年（明治19年）9月頃 - 小学校令施行により、尋常科（4年制）を設置の上、「尋常神在小学校」に改称。
- 1889年（明治22年）
  - 4月1日 - 町村制施行により、神埼郡3村（藤原山・三瀬山・杠山）が合併し、三瀬村が発足。
  - この年 - 「高等科併置 尋常三瀬小学校」に改称。本校から離れた以下の3箇所に分教場を設置し、尋常科2年までの児童を収容。尋常科3年以上は岸高の本校へ通学することとなる。
    - 柳瀬（大字藤原柳瀬）- 後の藤原分校の前身。校区は「平松・柳瀬・井手野・中鶴」。
    - 勝玉（大字三瀬宿）- 宿地区のやや北に位置。校区は「釜頭・今原・谷・中園・宿・山中」。
    - 小坂（大字杠小坂峠）- 中村地区と松尾地区の中間地点に位置し、校区は「中村・松尾・薊佐古・丸田・明神原」。
- 1892年（明治25年）4月 - 「三瀬尋常小学校」に改称。
- 1905年（明治38年）4月 - 現在地に校舎（講堂兼教室1と普通教室2、合計3）を新築。
- 1906年（明治39年）4月 - 高等科（2年制）を併置の上、「三瀬尋常高等小学校」と改称（尋常科4年・高等科2年）。
- 1907年（明治40年）4月 - 藤原（柳瀬）、勝玉、小坂の3分教場を廃止。
- 1908年（明治41年）4月 - 改正小学校令により、尋常科（義務教育）が4年制から6年制に、高等科が4年制から2年制に改められる。旧高等科1年を尋常科5年、旧高等科2年を尋常科6年とする。高等科1年と高等科2年を新設。
- 1912年（大正元年） - 岸高の校舎を廃止。全児童を新校舎に収容。
- 1915年（大正4年）4月 - 木造茅葺き屋根の校舎（4教室）を増築。
- 1919年（大正8年）
  - この年 - 講堂が完成。
  - 9月 - 農業補習学校を併置。
- 1926年（大正15年）7月 - 併置の農業補習学校が青年訓練所充当三瀬公民学校に改称。
- 1927年（昭和2年）12月 - 木造セメント瓦葺き屋根の校舎（3教室）を増築。
- 1935年（昭和10年）6月 - 青年学校令施行により、併置の公民学校が三瀬農業青年学校に改称。
- 1937年（昭和12年）9月 - 講堂を改築。
- 1939年（昭和14年）- 校歌を制定。
- 1941年（昭和16年）4月 - 国民学校令施行により、「三瀬村国民学校」と改称。尋常科を初等科に改める（初等科6年・高等科2年）。
- 1943年（昭和18年）3月 - 藤原地区の要請により、藤原分校が復活。
- 1946年（昭和21年）- 校舎を増築。
- 1947年（昭和22年）4月 - 学制改革（六・三制の実施）が行われる。
  - 国民学校初等科が、新制小学校「三瀬村立三瀬小学校」（6年制）に改組・改称。
  - 国民学校高等科は、青年学校普通科とともに、新制中学校「三瀬村立三瀬中学校」に改組・改称。小学校に併置される。
- 1956年（昭和31年）5月 - 管理棟・教室棟が完成。運動場を整備。
- 1959年（昭和34年）3月 - 新校舎（第二期工事）が完成。
- 1966年（昭和41年）3月 - 給食センターの完成により、完全給食を開始。
- 1959年（昭和34年）度 - 在籍児童数が581名（分校も含む）で最大となる（ピーク）。
- 1971年（昭和46年）2月 - 小中共用の体育館が完成。
- 1993年（平成5年）3月 - 新校舎が完成し、移転を完了。
- 1999年（平成11年）3月 - 村民プールが完成。
- 2004年（平成16年）4月 - 藤原分校を休校とする。特殊学級を開設。
- 2005年（平成17年）
  - 3月31日 - 藤原分校を廃止。最終所在地 - 佐賀市三瀬村藤原941番地（北緯33度26分00.2秒 東経130度18分30.4秒 / 北緯33.433389度 東経130.308444度）
  - 7月 - 藤原分校校舎を解体。
  - 10月1日 - 佐賀市への合併により、「佐賀市立三瀬小学校」と改称。藤原分校閉校。

三瀬中学校
- 1947年（昭和22年）
  - 4月1日 - 学制改革が行われ、国民学校高等科（2年制）が青年学校普通科とともに、新制中学校「三瀬村立三瀬中学校」（3年制）に改組・改称。
  - 5月3日 - 開校式を挙行。小学校校舎に併置され、小学校の講堂および教室を使用。
  - 9月 - 後援会が発足。
- 1948年（昭和23年）
  - 3月31日 - 青年学校が廃止される。
  - 9月 - 校章を制定（デザインは山本民三による）。新校舎敷地を造成。
- 1949年（昭和24年）
  - 3月 - 新校舎一部（木造平屋建て第１棟）が完成し、3年生がまず移転を完了。
  - 4月 - 中学校後援会を三瀬村育友会（小中合同）に改める。校旗を制定。
  - 10月 - 新校舎がすべて完成し、1・2年生も移転を完了。小学校との併設を解消。
- 1953年（昭和28年）
  - 5月 - 収農舎と付属畜産舎が完成。佐賀県立神埼農業高等学校 脊振分校 三瀬補習科が併置される。
  - この年 - 校歌を制定。
- 1954年（昭和29年）4月 - 併置の脊振分校三瀬補習科が三脊分校に改称。
- 1963年（昭和38年）度 - 在籍生徒数が312名で最大となる（ピーク）。
- 1966年（昭和41年）
  - 2月 - 給食センターが完成。
  - 3月 - 完全給食を開始。
- 1971年（昭和46年）2月 - 小中共用の体育館が完成。
- 実施年不明 - 新校舎が完成。
- 2005年（平成17年） - 佐賀市との合併により、「佐賀市立三瀬中学校」と改称。

小中一貫校
- 2013年（平成25年）4月1日 - 佐賀市立三瀬小学校と三瀬中学校を統合の上、「佐賀市立小中一貫校三瀬校」（現校名）が開校。
  - 小学校を「小学部」、中学校を「中学部」とする。

## 交通
最寄りのバス停留所
- 三瀬地区コミュニティバス[5] 村内東なるせ・たかせ号、村内西はつせ号「三瀬校小学部」停留所

最寄りの幹線道路
- 国道263号

## 周辺
- 三瀬学校給食センター
- 佐賀市役所 三瀬支所（旧・三瀬村役場）
- 佐賀市立三瀬公民館
- 佐賀市三瀬勤労福祉センター・三瀬グラウンド
- 三瀬保育園
- 三瀬郵便局
- JAさが三瀬出張所

## 参考資料
- 「三瀬村史 (PDF) 」（1977年（昭和52年）3月30日, 三瀬村）p.425～p.453 教育 - 佐賀市ウェブサイト